# Meksyk na Mistrzostwach Świata w Lekkoatletyce 2013
Meksyk na Mistrzostwach Świata w Lekkoatletyce 2013 – reprezentacja Meksyku podczas mistrzostw świata w Moskwie liczyła 16 zawodników.

## Występy reprezentantów Meksyku

### Mężczyźni

#### Konkurencje biegowe
| Konkurencja      | Zawodnik           | Eliminacje | Eliminacje | Półfinał | Półfinał | Finał        | Finał   |
| Konkurencja      | Zawodnik           | Rezultat   | Pozycja    | Rezultat | Pozycja  | Rezultat     | Pozycja |
| ---------------- | ------------------ | ---------- | ---------- | -------- | -------- | ------------ | ------- |
| Bieg na 800 m    | James Eichberger   | 1:47,96    | 32.        | NQ       | NQ       | NQ           | NQ      |
| Bieg na 5000 m   | Diego Estrada      | 13:48,30   | 25.        | —        | —        | NQ           | NQ      |
| Bieg na 10 000 m | Juan Luis Barrios  | —          | —          | —        | —        | DNF          | -       |
| Maraton          | José Antonio Uribe | —          | —          | —        | —        | DNF          | -       |
| Chód na 20 km    | Diego Flores       | —          | —          | —        | —        | 1:26:46      | 32.     |
| Chód na 20 km    | Isaac Palma        | —          | —          | —        | —        | 1:28:14      | 37.     |
| Chód na 50 km    | Horacio Nava       | —          | —          | —        | —        | 3:58:09      | 32.     |
| Chód na 50 km    | Omar Segura        | —          | —          | —        | —        | 3:58:34      | 35.     |
| Chód na 50 km    | Omar Zepeda        | —          | —          | —        | —        | 3:50:43 (SB) | 19.     |

#### Konkurencje techniczne
| Konkurencja | Zawodnik     | Eliminacje | Eliminacje | Finał    | Finał   |
| Konkurencja | Zawodnik     | Rezultat   | Pozycja    | Rezultat | Pozycja |
| ----------- | ------------ | ---------- | ---------- | -------- | ------- |
| Skok w dal  | Luis Rivera  | 8,04 m     | 5. q       | 8,27 m   | brąz    |
| Skok wzwyż  | Edgar Rivera | 2,22 m     | 22.        | NQ       | NQ      |

### Kobiety
| Konkurencja      | Zawodniczka       | Finał        | Finał   |
| Konkurencja      | Zawodniczka       | Rezultat     | Pozycja |
| ---------------- | ----------------- | ------------ | ------- |
| Bieg na 10 000 m | Marisol Romero    | 32:16,36     | 11.     |
| Maraton          | Madaí Pérez       | 2:34:23 (SB) | 7.      |
| Chód 20 km       | Yanelli Caballero | 1:32:37      | 25.     |
| Chód 20 km       | Monica Equihua    | 1:36:46      | 52.     |
| Chód 20 km       | Lizbeth Silva     | DQ           | -       |